# Dikén-dinitrid
A dikén-dinitrid szervetlen vegyület. Nagy, színtelen kristály. Vízben oldhatatlan, de sok szerves oldószerben oldódik. Mechanikai behatásra vagy 30 °C feletti hőmérsékleten robbanásszerűen bomlik, ezért kémiai tulajdonságait nem vizsgálták részletesen.
Szilárd állapotban szobahőmérsékleten lassan polimerizálódik (SN)x kristályos anyaggá, mely fémes szupravezető.
Vizes alkálilúgokkal a tetrakén-tetranitridhez hasonlóan reagál.

## Előállítás
Tetrakén-tetranitrid  ezüstgyapot fölötti depolimerizációjával 250–300 °C-on, 0,1–1 Hgmm nyomáson.
S4N4 + 8 Ag → 4 Ag2S + 2 N2
S4N4 → 2 S2N2
Az ezüst eltávolítja a keletkező ként, és a képződő Ag2S tovább katalizája a folyamatot. Enélkül a keletkező termék
S4N2-vel lesz szennyezett.